# HC Zubr Přerov
HC Zubr Přerov (celým názvem: Hockey Club Zubr Přerov) je český klub ledního hokeje, který sídlí v Přerově v Olomouckém kraji. Název klubu vychází z partnerství s pivovarem Zubr. Založen byl v roce 1928 pod názvem SK Přerov. Svůj současný název nese od roku 2006. Od sezóny 2015/16 působí v 1. lize, druhé české nejvyšší soutěži ledního hokeje. Klubové barvy jsou modrá a žlutá.
Své domácí zápasy odehrává v Meo Aréně s kapacitou 3 000 diváků.

## Historie
Klub byl založen v listopadu 1928. V prosinci téhož roku se tým stal zakládajícím klubem moravské hokejové župy. Zápasy se hrály na sokolském stadionu. Za přerovský hokejový tým hrálo i velké množství fotbalistů. Po válce ale nebyl v Přerově vybudován zimní stadion, zápasy tedy byly stále odehrávány na venkovní přírodní ledové ploše. Přerovský klub ale v sezóně 1955/1956 vyhrál krajský přebor a postoupil tak do divize. Tréninky se konaly v Prostějově a Olomouci v nočních hodinách, často pouze jednou za týden. V sezóně 1969/1970 Přerov neuspěl a sestoupil do krajského přeboru.
Na podzim 1971 již byl zprovozněn nový zimní stadion a v sezóně 1972/1973 přerovský klub postoupil znovu do divize. Již následující sezónu TJ Meochema Přerov divizi vyhrála a po dvou kvalifikačních zápasech, kdy Meochema porazila hodonínský klub, postoupila třetí nejvyšší soutěže (současná úroveň 2. ligy). V sezóně 1976/1977 Přerov postoupil i do druhé nejvyšší soutěže, kterou v sezóně 1981/1982 vyhrál. V kvalifikaci o první ligu se Slovanem CHZJD Bratislava všechny tři zápasy prohrál. V roce 1993 došlo k převedení prvoligové licence od zanikajícího brněnského Ingstavu do Přerova. Hned v první sezóně klub sestoupil do 2. ligy, vrátit se ovšem dokázal hned následující sezónu 1994/1995. Do 2. ligy Přerov definitivně sestoupil po nevydařené sezóně 1997/1998. V sezóně 2000/2001 se tým z Přerova dostal do finále skupiny východ 2. ligy, kde jej porazil HC Nový Jičín. V sezóně 2007/2008 se Přerov umístil na třetím místě skupiny východ 2. ligy a v playoff postoupil až do finále, kde jej porazil klub HC Technika Brno. V sezóně 2009/2010 se Zubři probojovali ze třetího místa v základní části až do semifinále, kde na 4 zápasy podlehli hodonínským Drtičům.
V roce 2015 se Přerov konečně po 17 letech dokázal vrátit do 1. ligy. V sezóně 2014/15 totiž ovládl jak základní část a play off, tak i baráž.

## Historické názvy
Zdroj: 
- 1928 – SK Přerov (Sportovní klub Přerov)
- 1953 – TJ Spartak Meopta Přerov (Tělovýchovná jednota Spartak Meopta Přerov)
- 1975 – TJ Meochema Přerov (Tělovýchovná jednota Meochema Přerov)
- 1995 – HC Přerov (Hockey Club Přerov)
- 2000 – HC Minor 2000 Přerov (Hockey Club Minor 2000 Přerov)
- 2006 – HC Zubr Přerov (Hockey Club Zubr Přerov)

## Zubr Cup
Přerov Zubr Cup – tento hokejový turnaj který se odehrává vždy v srpnu na zimním stadionu v Přerově a za účasti významných hokejových klubů, jako například HC Zubr Přerov, HC Dukla Jihlava a PSG Berani Zlín, tento turnaj pořádá hokejový klub HC Zubr Přerov.

## Přehled ligové účasti
Stručný přehled
Zdroj: 
- 1945–1946: Divize – sk. Východ (2. ligová  v Československu)
- 1946–1949: Moravskoslezská divize – sk. A (2. ligová  v Československu)
- 1949–1950: Oblastní soutěž – sk. E1 (2. ligová  v Československu)
- 1950–1951: Oblastní soutěž – sk. G (2. ligová  v Československu)
- 1958–1959: Oblastní soutěž – sk. E (3. ligová  v Československu)
- 1962–1963: Severomoravský oblastní přebor (3. ligová úroveň v Československu)
- 1971–1973: Severomoravský krajský přebor sk. B (4. ligová úroveň v Československu)
- 1973–1974: Divize – sk. F (4. ligová  v Československu)
- 1974–1977: 2. ČNHL – sk. C (3. ligová  v Československu)
- 1977–1979: 1. ČNHL (2. ligová  v Československu)
- 1979–1983: 1. ČNHL – sk. B (2. ligová  v Československu)
- 1983–1985: 1. ČNHL (2. ligová  v Československu)
- 1985–1991: 2. ČNHL – sk. C (3. ligová  v Československu)
- 1991–1993: 2. ČNHL – sk. D (3. ligová  v Československu)
- 1993–1994: 1. liga (2. ligová  v České republice)
- 1994–1995: 2. liga – sk. Východ (3. ligová  v České republice)
- 1995–1998: 1. liga (2. ligová  v České republice)
- 1998–2015: 2. liga – sk. Východ (3. ligová  v České republice)
- 2015– : 1. liga (2. ligová  v České republice)

Jednotlivé ročníky
Zdroj: 
Legenda: ZČ – základní část, červené podbarvení – sestup, zelené podbarvení – postup, fialové podbarvení – reorganizace, změna skupiny či soutěže
| Československo (1945 – 1993) |                                     |    |     |                                                                 |                  |
| Sezóny                       | Soutěž                              | Ú  | ZČ  | Play-off, nadstavba, sk. o udržení...                           | Poznámky         |
| 1945/46                      | Divize – sk. Východ                 | 2. | 6.  |                                                                 | Reorganizace     |
| 1946/47                      | Moravskoslezská divize – sk. A      | 2. | 2.  |                                                                 |                  |
| 1947/48                      | Moravskoslezská divize – sk. A      | 2. | –.  |                                                                 | Soutěž nedohrána |
| 1948/49                      | Moravskoslezská divize – sk. A      | 2. | 4.  |                                                                 | Reorganizace     |
| 1949/50                      | Oblastní soutěž – sk. E1            | 2. | 3.  |                                                                 | Změna skupiny    |
| 1950/51                      | Oblastní soutěž – sk. G             | 2. | 4.  |                                                                 | Reorganizace     |
| ...                          |                                     |    |     |                                                                 |                  |
| 1958/59                      | Oblastní soutěž – sk. E             | 3. | 4.  |                                                                 | Sestup           |
| ...                          |                                     |    |     |                                                                 |                  |
| 1962/63                      | Severomoravský oblastní přebor      | 3. | 4.  |                                                                 | Reorganizace     |
| ...                          |                                     |    |     |                                                                 |                  |
| 1971/72                      | Severomoravský krajský přebor sk. B | 4. | 2.  |                                                                 |                  |
| 1972/73                      | Severomoravský krajský přebor sk. B | 4. | 1.  |                                                                 | Baráž            |
| 1973/74                      | Divize – sk. F                      | 4. | 1.  |                                                                 | Baráž            |
| 1974/75                      | 2. ČNHL – sk. C                     | 3. | 5.  |                                                                 |                  |
| 1975/76                      | 2. ČNHL – sk. C                     | 3. | 6.  |                                                                 |                  |
| 1976/77                      | 2. ČNHL – sk. C                     | 3. | 1.  |                                                                 | Baráž            |
| 1977/78                      | 1. ČNHL                             | 2. | 10. |                                                                 |                  |
| 1978/79                      | 1. ČNHL                             | 2. | 9.  |                                                                 | Reorganizace     |
| 1979/80                      | 1. ČNHL – sk. B                     | 2. | 5.  |                                                                 |                  |
| 1980/81                      | 1. ČNHL – sk. B                     | 2. | 8.  | Skupina o udržení B (3.)                                        |                  |
| 1981/82                      | 1. ČNHL – sk. B                     | 2. | 3.  | Vítěz;                                                          | Baráž            |
| 1982/83                      | 1. ČNHL – sk. B                     | 2. | 4.  | Finálová skupina (6.)                                           | Reorganizace     |
| 1983/84                      | 1. ČNHL                             | 2. | 7.  |                                                                 |                  |
| 1984/85                      | 1. ČNHL                             | 2. | 12. |                                                                 | Sestup           |
| 1985/86                      | 2. ČNHL – sk. C                     | 3. | 2.  |                                                                 |                  |
| 1986/87                      | 2. ČNHL – sk. C                     | 3. | 3.  |                                                                 |                  |
| 1987/88                      | 2. ČNHL – sk. C                     | 3. | 7.  |                                                                 |                  |
| 1988/89                      | 2. ČNHL – sk. C                     | 3. | 4.  |                                                                 |                  |
| 1989/90                      | 2. ČNHL – sk. C                     | 3. | 2.  |                                                                 | Baráž            |
| 1990/91                      | 2. ČNHL – sk. C                     | 3. | 5.  | Skupina o udržení C (1.)                                        | Změna skupiny    |
| 1991/92                      | 2. ČNHL – sk. D                     | 3. | 2.  | Semifinálová skupina B (3.)                                     |                  |
| 1992/93                      | 2. ČNHL – sk. D                     | 3. | 8.  |                                                                 | Sestup           |
| Česko (1993 – )              |                                     |    |     |                                                                 |                  |
| Sezóny                       | Soutěž                              | Ú  | ZČ  | Play-off, nadstavba, sk. o udržení...                           | Poznámky         |
| 1993/94                      | 1. liga                             | 2. | 13. | Ne                                                              | Sestup           |
| 1994/95                      | 2. liga – sk. Východ                | 3. | 2.  | Ne                                                              | Baráž            |
| 1995/96                      | 1. liga                             | 2. | 2.  | Ne                                                              | Baráž            |
| 1996/97                      | 1. liga                             | 2. | 6.  | Ne                                                              |                  |
| 1997/98                      | 1. liga                             | 2. | 14. | Ne                                                              | Baráž            |
| 1998/99                      | 2. liga – sk. Východ                | 3. | 9.  | Ne                                                              | Baráž            |
| 1999/00                      | 2. liga – sk. Východ                | 3. | 8.  | Čtvrtfinále (prohra 0:2 na zápasy s HC Ytong Brno)              |                  |
| 2000/01                      | 2. liga – sk. Východ                | 3. | 5.  | Finále (prohra 2:3 na zápasy s TJ Nový Jičín)                   |                  |
| 2001/02                      | 2. liga – sk. Východ                | 3. | 7.  | Čtvrtfinále (prohra 1:2 na zápasy s HC TJ Šternberk)            |                  |
| 2002/03                      | 2. liga – sk. Východ                | 3. | 10. | Ne                                                              |                  |
| 2003/04                      | 2. liga – sk. Východ                | 3. | 6.  | Čtvrtfinále (prohra 2:3 na zápasy s TJ Nový Jičín)              |                  |
| 2004/05                      | 2. liga – sk. Východ                | 3. | 10. | Ne                                                              | Baráž            |
| 2005/06                      | 2. liga – sk. Východ                | 3. | 10. | Ne                                                              | Baráž            |
| 2006/07                      | 2. liga – sk. Východ                | 3. | 4.  | Semifinále (prohra 1:3 na zápasy s HC Šumperk)                  |                  |
| 2007/08                      | 2. liga – sk. Východ                | 3. | 3.  | Finále (prohra 1:3 na zápasy s HC Technika Brno)                |                  |
| 2008/09                      | 2. liga – sk. Východ                | 3. | 10. | Předkolo (prohra 1:2 na zápasy s HC Uničov)                     |                  |
| 2009/10                      | 2. liga – sk. Východ                | 3. | 3.  | Semifinále (prohra 1:3 na zápasy s SHK Hodonín)                 |                  |
| 2010/11                      | 2. liga – sk. Východ                | 3. | 4.  | Semifinále (prohra 1:2 na zápasy s HC Plus Oil Orlová)          |                  |
| 2011/12                      | 2. liga – sk. Východ                | 3. | 3.  | Semifinále (prohra 1:3 na zápasy s HC Baník Karviná)            |                  |
| 2012/13                      | 2. liga – sk. Východ                | 3. | 1.  | Semifinále (prohra 2:3 na zápasy s HC Baník Karviná)            |                  |
| 2013/14                      | 2. liga – sk. Východ                | 3. | 3.  | Finále (prohra 1:3 na zápasy s LHK Jestřábi Prostějov)          |                  |
| 2014/15                      | 2. liga – sk. Východ                | 3. | 1.  | Finále (výhra 3:2 na zápasy s VHK Vsetín)                       | Baráž            |
| 2015/16                      | 1. liga                             | 2. | 6.  | Čtvrtfinále (prohra 1:4 na zápasy s ČEZ Motor České Budějovice) |                  |
| 2016/17                      | 1. liga                             | 2. | 10. | Čtvrtfinále (prohra 0:4 na zápasy s ČEZ Motor České Budějovice) |                  |
| 2017/18                      | 1. liga                             | 2. | 5.  | Čtvrtfinále (prohra 0:4 na zápasy s HC Slavia Praha)            |                  |
| 2018/19                      | 1. liga                             | 2. | 5.  | Čtvrtfinále (prohra 1:4 na zápasy s Rytíři Kladno)              |                  |
| 2019/20                      | 1. liga                             | 2. | 2.  | play-off zrušeno kvůli pandemii covidu-19                       | Nedohráno        |
| 2020/21                      | 1. liga                             | 2. | 3.  | Čtvrtfinále (prohra 0:4 na zápasy s HC RT TORAX Poruba 2011)    |                  |
| 2021/22                      | 1. liga                             | 2. | 5.  | Čtvrtfinále (prohra 2:3 na zápasy s HC Dukla Jihlava)           |                  |
| 2022/23                      | 1. liga                             | 2. | 8.  | Čtvrtfinále (prohra 1:3 na zápasy s SK Horácká Slavia Třebíč)   |                  |
| 2023/24                      | 1. liga                             | 2. | 7.  | Čtvrtfinále (prohra 1:3 na zápasy s VHK ROBE Vsetín)            |                  |
| 2024/25                      | 1. liga                             | 2. | 8.  | Předkolo (prohra 0:2 na zápasy s Piráti Chomutov)               |                  |

Poznámky
- 1993/94: Dne 1. prosince 1993 došlo k převodu práv z Brna do Přerova, kvůli čemuž královopolský klub zanikl. Přerov hrající do onoho data v Krajském přeboru, tak dohrál zbytek sezóny ve druhé nejvyšší soutěži.

## Významní odchovanci
- Tomáš Kundrátek
- Josef Hrabal
- Martin Zaťovič
- Jakub Svoboda
- Tomáš Kupka
- Karel Plášek (1973)
- Tomáš Sýkora
- Martin Vojtek
- Zdeněk Sedlák
- Jan Švrček
- Miloš Říha

## Galerie

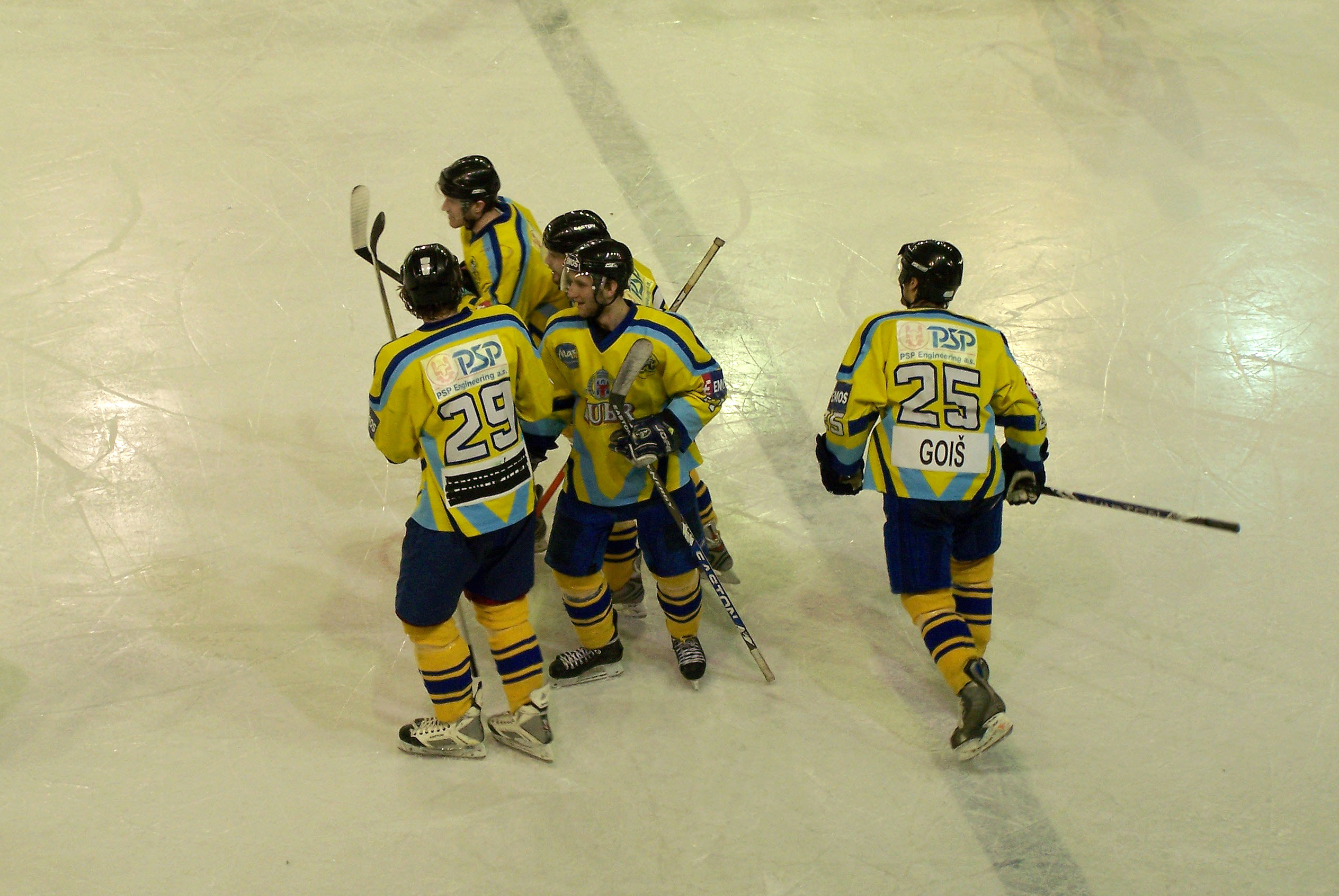
Vsetín - Přerov, 2010
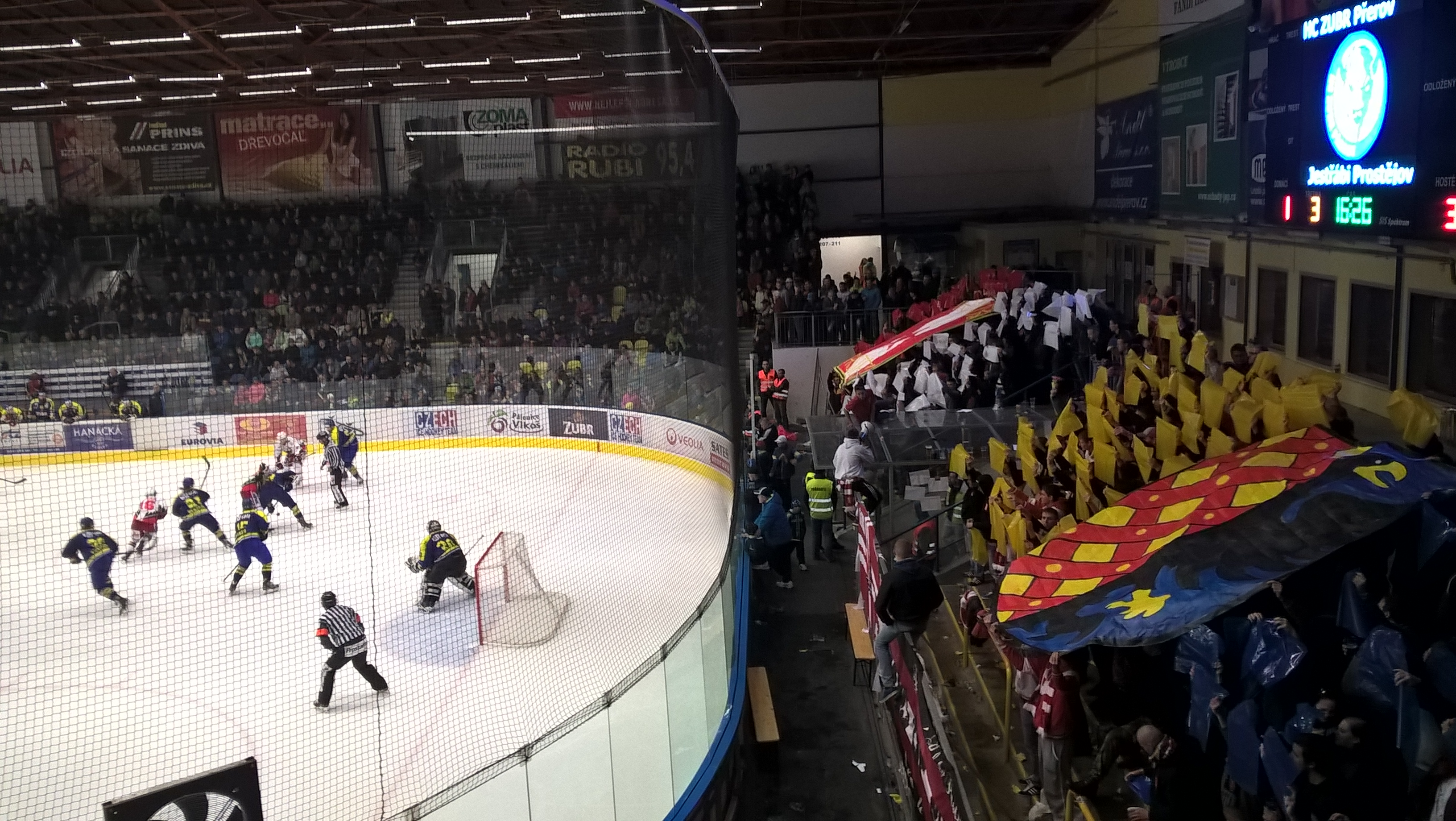
Momentka z derby s Prostějovem (2:3), 2015/16
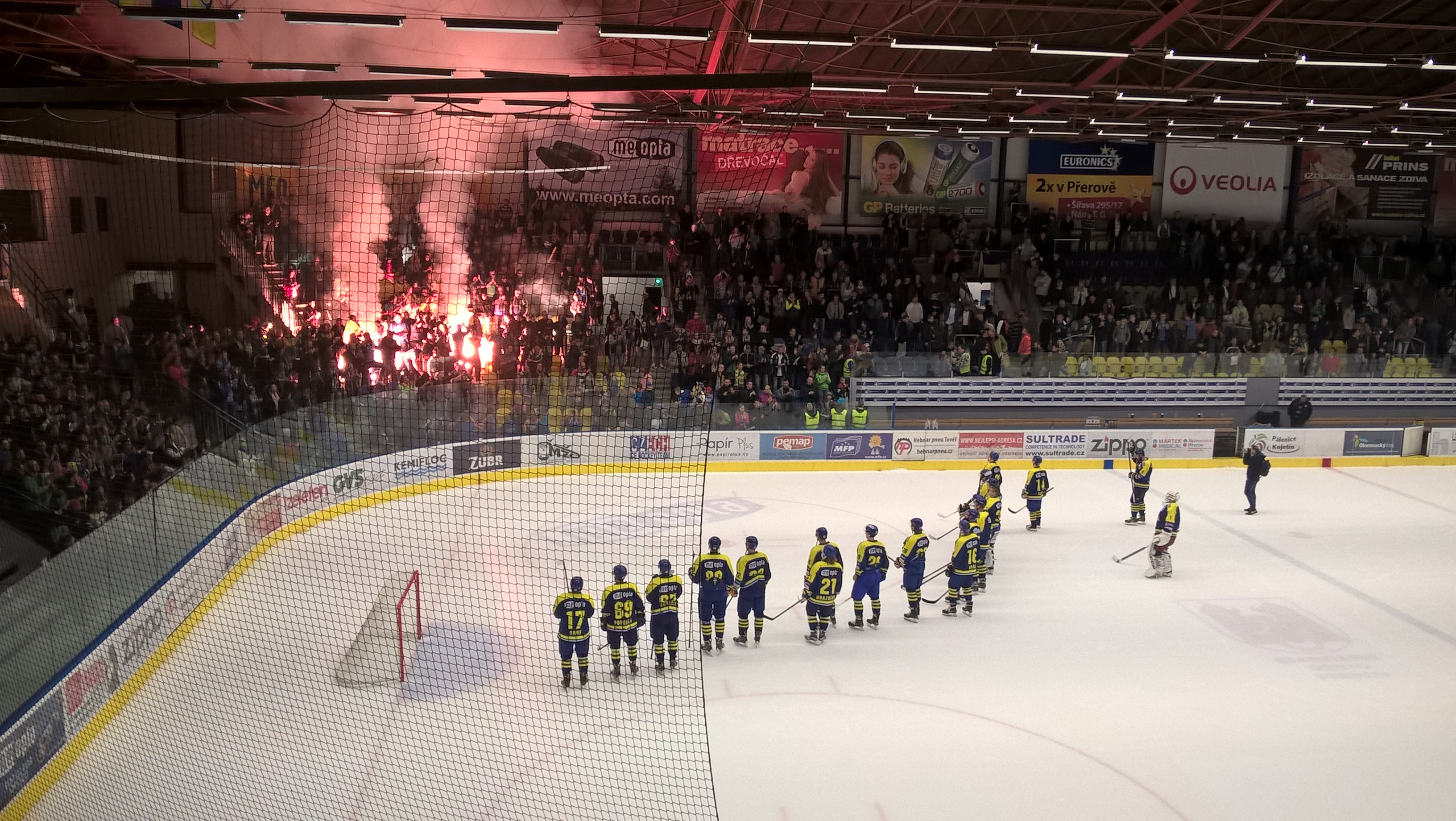
Děkovačka fanoušků po zápase s Kladnem (1:2sn), 2015/16